# Lupac (Caraș-Severin)
Lupac (en croate : Lupak) est une commune de Roumanie, située dans le județ de Caraș-Severin.

## Démographie
Lors du recensement de 2011, 86,58 % de la population se déclarent croates — ce qui en fait la commune de Roumanie avec le plus fort pourcentage de Croates —, 7,28 % roumains et 1,08 % roms (4,25 % ne déclarent pas d'appartenance ethnique et 0,78 % déclarent appartenir à une autre ethnie).

## Politique
| Parti | Parti                                                 | Sièges |
| ----- | ----------------------------------------------------- | ------ |
|       | Parti national libéral (PNL)                          | 5      |
|       | Parti social-démocrate (PSD)                          | 2      |
|       | Parti Mouvement populaire (PMP)                       | 1      |
|       | Alliance des libéraux et démocrates (ALDE)            | 1      |
|       | Union des Croates de Roumanie (URC)                   | 1      |
|       | Union nationale pour le progrès de la Roumanie (UNPR) | 1      |